# 所司代
所司代（しょしだい）とは、室町幕府の役職で、侍所を統率する所司（または頭人（とうにん））の代官で、後には転じて京都の治安を管轄する地位となった。
その最初は、1352年（南朝：正平7年、北朝：文和元年）に侍所頭人佐々木秀綱の家臣の若宮氏がその地位にあったことが知られている。開闔・寄人が幕府直臣の奉行衆から任じられて行政事務を担当したのに対して、所司代は頭人の重臣から任じられて将軍警固・京都市中での検断権行使・盗賊追捕などの武力行使の場面で活動した。
応仁の乱以後の混乱によって頭人が任じられなくなり侍所の機能が停止した後も、所司代は侍所とは無関係に京都市中の治安を担当する地位として存続し、三好政権の松永久秀、織田政権の村井貞勝、豊臣政権の浅野長政・前田玄以などがその任にあった。徳川政権になると、板倉勝重が任じられ、「京都所司代」と称するようになった。